# Кровь Христа

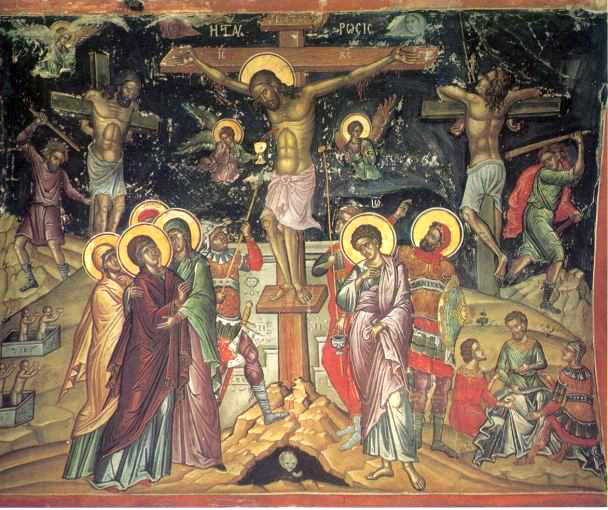
Икона «Распятие» работы Феофана Критянина. Кровь из бока Христа собирается ангелами в чашу.

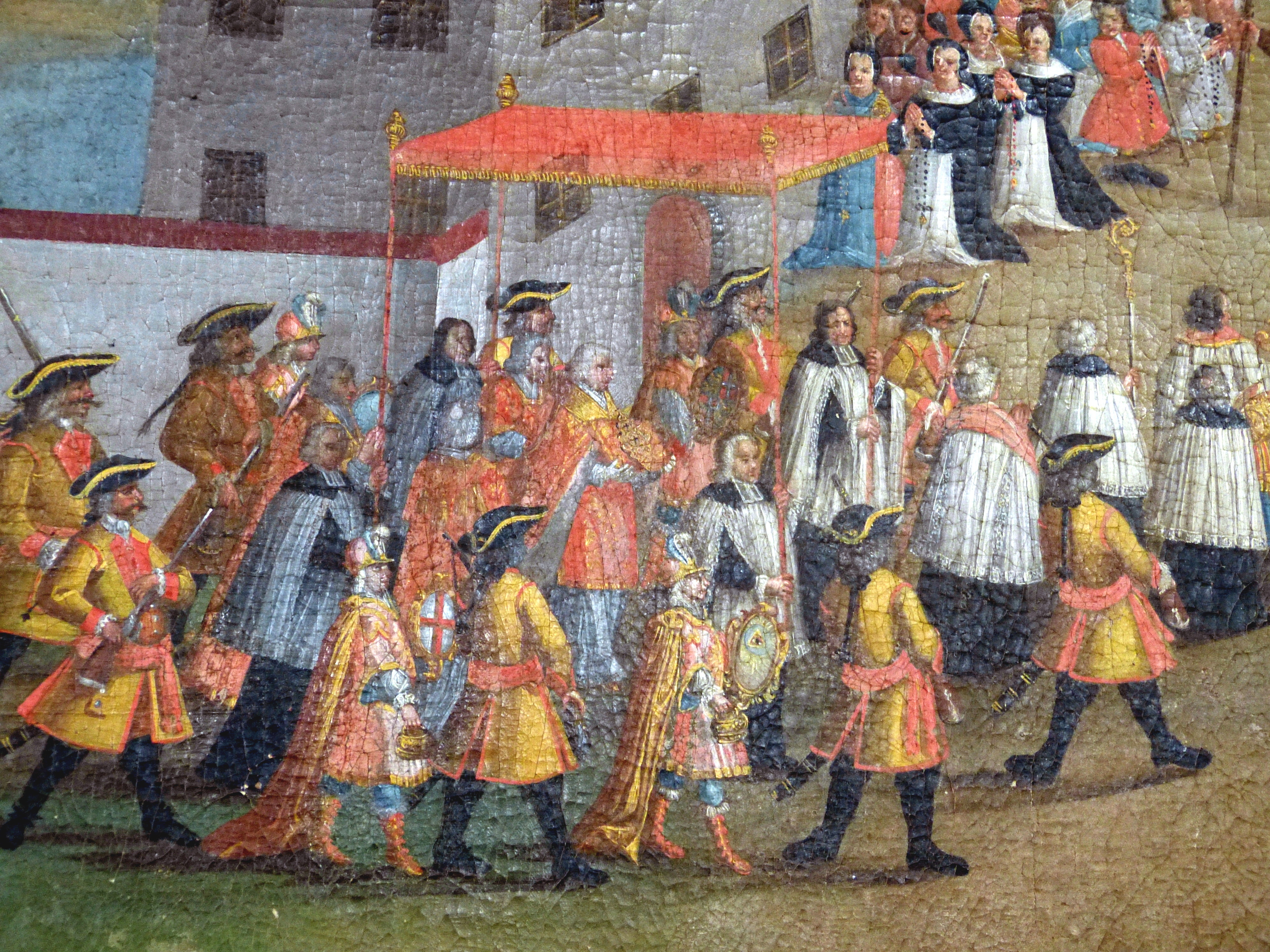
Райхенау, район Миттельцелль: собор — изображение репатриации реликвии Святой Крови в монастырь Райхенау Иоганном Францем Шенком фон Штауффенбергом, епископом Констанца, 26 мая 1738 года (фрагмент: епископ с реликвией под балдахином)

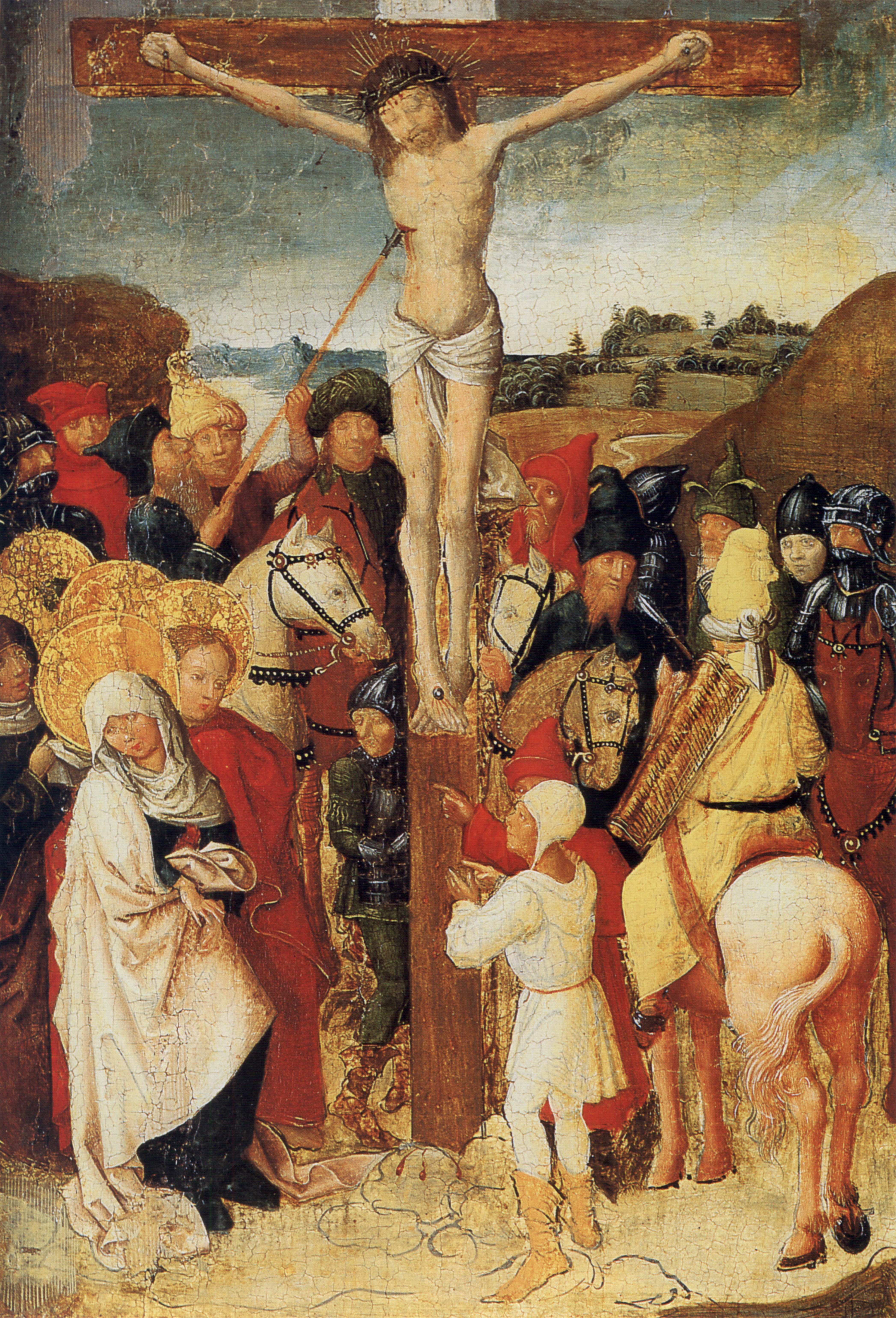
Скрижаль Святой Крови из аббатства Вайнгартен (около 1489 г.)

Кровь Христа — в христианском богословии относится к
1. кровь Иисуса Христа, которую он отдал на кресте ради спасения человечества,
2. таинство Евхаристии под видом вина.

Почитание Святой Крови во многих местах было связано с кровавыми реликвиями. Люди верили в чудо, связанное с кровью. Эти святыни становились центром литургических праздников и идей.

## Теология
В позднем иудаизме и Новом Завете термин «плоть и кровь» описывает человека во всей его бренности и изменчивости (Сир. 14:18, 17:31, Мф. 16:17, Ин. 1:13). Именно такую природу принял Сын Божий, воплотившись на земле (Евр. 2:14).
Как и многие древние религии, иудаизм считал кровь священной. Ведь в крови — жизнь (Лев. 17:11, 14, Втор. 12:23), а всё, что связано с жизнью, имеет отношение к Богу, единственному Владыке жизни. Это породило три важных запрета и предписания: нельзя убивать, нельзя есть кровь и нужно использовать её в богослужении.
Новый Завет опирается на древний культ, связанный с кровью, и переносит аспекты искупления и объединения через кровь в христианскую символику. Теперь кровь имеет особое значение как кровь Иисуса (Рим. 3:25, Евр. 9:7, 13:11). Через кровь Христа обновляется завет Бога с человечеством (Ис. 53:12, Лк. 22:20). Бог предлагает людям прощение грехов (Мф. 26:28 и Мк. 14:24). В Евангелии от Иоанна говорится, что вода и кровь истекли из бока Христа, пронзённого копьём во время распятия (Ин. 19:31—37). Это двойное свидетельство любви Божией подтверждает свидетельство Духа (1Ин. 5:6—8).
Во время Евхаристии верующие вспоминают смерть Христа и принимают Его кровь как символ обновления завета и прощения грехов (см. Ин. 6:53, 54; 1Кор. 10:16). Это действие подчёркивает, что смерть Христа — единственная жертва, которая нужна для искупления грехов (Рим. 6:10, Евр. 7:27, 9:12, 10:10). Она отменяет необходимость в других жертвах. В христианском понимании жертва Христа — это самопожертвование Бога, который отдаёт Своего сына. Это также означает отказ от кровной мести.
На Тайной Вечере, перед казнью, Иисус превратил хлеб и вино в символы своего вечного присутствия в христианской общине. Он сказал, что хлеб — это его тело, а вино — кровь: «Взяв чашу, благодарив, подал ученикам и сказал: пейте из неё все; сие есть Кровь Моя Нового Завета, за многих изливаемая во оставление грехов» (Мф. 26:27, 28). С тех пор превращение вина в кровь Христа стало главной тайной Евхаристии. В этом таинстве употребление вина, символизирующего кровь Христа, означает единение с Богом и приобщение к Его божественной природе, особенно в восточном и западном богословии. Например, Михаэль Рау считает, что «кровь Христа» в этом контексте не только искупляет грехи, но и символизирует жизнь Бога или Дух Божий, как в Ветхом Завете.
В ранней церкви искупление связывали со смертью праведника (4 Макк. 6:28-30, 17:22). Это одна из причин мученичества, которое называли «крещением кровью». На это указывают Евангелие от Луки, Евангелие от Иоанна и Первое послание Иоанна. Об этом также писали Тертуллиан в труде «О крещении» (16) и Киприан в послании 73,22.

## Праздник драгоценной крови Господа нашего Иисуса Христа
Праздник Драгоценной Крови, отмечаемый в Римско-католической церкви с середины XIX века, был посвящен идеям и символике. Его ежегодно праздновали 1 июля. Истоки праздника уходят в региональные торжества, посвященные Святой Крови, которые начались в XI—XII веках в Италии и Франции, а в XIV веке распространились более чем на 100 мест в Германии. С XVI века праздники Святой Крови стали отмечаться и в местах, где не было местных реликвий крови.
В 1849 году Папа Пий IX включил праздник 10 августа в общий римский календарь, чтобы отметить возвращение из изгнания в Гаэте. Папа Пий X позже перенес этот праздник на 1 июля. Во время Святой Мессы читались отрывки из книг Исход и Евангелие от Иоанна. После Второго Ватиканского собора (1970) праздник был исключен из календаря, так как его считали дубликатом праздника Тела и Крови Христовых. Однако во многих местах по-прежнему проходят торжественные процессии с мощами Святой Крови. В деревнях и на полях люди поклоняются святыне, часто участвуют в конных процессиях, известных как «Кровавые прогулки».

## Кровавые чудеса и кровавые реликвии
Многочисленные чудеса, связанные с кровью в обряде Евхаристии, восходят к Средневековью, например, чудо в Больсене. Также известны чудеса, связанные с кровью мучеников, таких как Святой Януарий в Неаполе. Согласно средневековым верованиям, останки мученика сохраняли его сверхъестественные силы. Даже после того, как душа покидала тело, ему приписывали магические свойства, особенно ценилась кровь. Это касалось и мощей Святой Крови Христовой, которые, как и другие реликвии, такие как терновый венец, копье и гвозди, хранились с IV века. Примерно с 800 года их стали чаще привозить в Европу. Почитание кровавых реликвий достигло пика во времена Крестовых походов. Однако их привозили из Святой Земли в Европу и в позднем Средневековье. Возрождение культа произошло после Тридцатилетней войны, когда образ страдающего Христа стал важным в религиозной жизни. Легенды о кровавых реликвиях связаны с историей о вскрытии тела Христа, его бальзамировании Иосифом Аримафейским и Никодимом и участии Марии и Марии Магдалины в погребении. Культ Святой Крови распространился благодаря паломничествам и особым индульгенциям.
Табличка Святой Крови 1489 года из церкви аббатства Вайнгартен — старейшее графическое изображение и старейшую в немецкоязычном мире народную устную передачу истории Святой крови: Hie nach volget die histori des hailgen pluotz cristi / wie das zelest in dis wirdig gotzhus kommen sy. Am ersten / wie der ritter longinus unseren herrn sin syten öffnet mit dem / und berüret sine finstri ougen mit dem usgeflossnen / pluot cristi und wrd gesechind und geloubig. item. На ней изображена сцена, как рыцарь Лонгин открывает бок Христа и касается его слепых глаз кровоточащим копьем. Христос исцеляется и обретает веру. Событие происходит в пятницу после Вознесения. Это событие стало основой для одной из самых почитаемых реликвий.
В 925 году монастырь Райхенау на Боденском озере получил реликвию Святой Крови с фрагментами креста. С тех пор каждый год в понедельник после Троицы здесь отмечают Праздник Святой Крови, который стал важной частью островной культуры.